# UEFA Nations League 2020/21 Divisie D
De UEFA Nations League 2020/21 Divisie D was de vierde divisie van UEFA Nations League. Het toernooi, dat de vriendschappelijk duels vervangt, begon in september 2020 en eindigde in november 2020. De winnaars van de twee groepen van deze divisie promoveren naar divisie C. Aan dit toernooi deden de 7 landen mee die op basis van de eindstand van het seizoen 2018/19 waren ingedeeld. Ten opzichte van het voorgaande seizoen was het aantal landen van deze divisie gewijzigd van 16 in 7, hierdoor promoveerden Georgië, Kosovo, Noord-Macedonië en Wit-Rusland naar divisie C. Door de wijzigingen promoveerden ook Armenië, Azerbeidzjan, Kazachstan, Luxemburg en Moldavië naar divisie C.

## Beslissingscriteria
Als twee of meer landen in de groep gelijk eindigen, met evenveel punten, dan gelden de volgende criteria om te bepalen welk landen boven de ander eindigt:
1. Hoogste aantal punten verkregen bij de onderlinge wedstrijden tussen de teams;
2. Doelsaldo verkregen bij de onderlinge wedstrijden tussen de gelijk eindigende teams (als er meer dan twee teams gelijk staan);
3. Hoogste aantal gescoorde doelpunten verkregen bij de onderlinge wedstrijden tussen de teams (als er meer dan twee teams gelijk staan);
4. Hoogste aantal gescoorde uitdoelpunten verkregen bij de onderlinge wedstrijden tussen de teams
5. Als er na criteria 1 tot en met 4 nog steeds landen gelijk staan dan gelden de volgende criteria:
6. Doelsaldo in alle groepswedstrijden;
7. Aantal doelpunten gescoord in alle groepswedstrijden;
8. Aantal uitdoelpunten gescoord in alle groepswedstrijden;
9. Aantal overwinningen in alle groepswedstrijden;
10. Aantal uitoverwinningen in alle groepswedstrijden;
11. Fair-Playklassement van het toernooi (1 punt voor een enkele gele kaart, 3 punten voor een rode kaart ten gevolge van 2 gele kaarten, 3 punten voor een directe rode kaart, 4 punten voor een gele kaart gevolgd door een directe rode kaart);
12. Positie op de UEFA-coëfficiëntenranglijst;

## Deelnemende landen
De loting vond plaats op 3 maart 2020 in Amsterdam, Nederland.
| Team          | Plaats |
| ------------- | ------ |
| Gibraltar     | 49     |
| Faeröer       | 50     |
| Letland       | 51     |
| Liechtenstein | 52     |

| Team       | Plaats |
| ---------- | ------ |
| Andorra    | 53     |
| Malta      | 54     |
| San Marino | 55     |

| Legenda |                                       |
|         | Gepromoveerd naar een hogere divisie. |

## Groepen en wedstrijden

### Groep 1
| Pos | Team    | Wed | W | G | V | Ptn | DV | DT | +/− | Promotie                |       | Vlag van Faeröer | Vlag van Malta | Vlag van Letland | Vlag van Andorra |
| --- | ------- | --- | - | - | - | --- | -- | -- | --- | ----------------------- | ----- | ---------------- | -------------- | ---------------- | ---------------- |
| 1   | Faeröer | 6   | 3 | 3 | 0 | 12  | 9  | 5  | +4  | Promotie naar divisie C |       |                  | 3 – 2          | 1 – 1            | 2 – 0            |
| 2   | Malta   | 6   | 2 | 3 | 1 | 9   | 8  | 6  | +2  |                         |       | 1 – 1            |                | 1 – 1            | 3 – 1            |
| 3   | Letland | 6   | 1 | 4 | 1 | 7   | 8  | 4  | +4  |                         | 1 – 1 | 0 – 1            |                | 0 – 0            |                  |
| 4   | Andorra | 6   | 0 | 2 | 4 | 2   | 1  | 11 | −10 |                         | 0 – 1 | 0 – 0            | 0 – 5          |                  |                  |

Wedstrijden
|                                                   |                |         |         |                                                                                   |
| 3 september 2020 «onderlinge duels» 19.00 (UTC+3) | Letland        | 0 – 0   | Andorra | Stadion: Daugavastadion, Riga Toeschouwers: 0 Scheidsrechter: Timotheos Christofi |
| 3 september 2020 «onderlinge duels» 19.00 (UTC+3) | Gutkovskis 71' | Verslag |         | Stadion: Daugavastadion, Riga Toeschouwers: 0 Scheidsrechter: Timotheos Christofi |
| 3 september 2020 «onderlinge duels» 19.00 (UTC+3) |                |         |         | Stadion: Daugavastadion, Riga Toeschouwers: 0 Scheidsrechter: Timotheos Christofi |
| 3 september 2020 «onderlinge duels» 19.00 (UTC+3) |                |         |         | Stadion: Daugavastadion, Riga Toeschouwers: 0 Scheidsrechter: Timotheos Christofi |
|                                                   |                |         |         |                                                                                   |

|                                                   |                                             |         |                          |                                                                           |
| 3 september 2020 «onderlinge duels» 19.45 (UTC+1) | Faeröer                                     | 3 – 2   | Malta                    | Stadion: Tórsvøllur, Tórshavn Toeschouwers: 0 Scheidsrechter: Ádám Farkas |
| 3 september 2020 «onderlinge duels» 19.45 (UTC+1) | K. Olsen 25' A. Olsen 87' Hendriksson 90+1' | Verslag | 37' Degabriele 73' Agius | Stadion: Tórsvøllur, Tórshavn Toeschouwers: 0 Scheidsrechter: Ádám Farkas |
| 3 september 2020 «onderlinge duels» 19.45 (UTC+1) |                                             |         |                          | Stadion: Tórsvøllur, Tórshavn Toeschouwers: 0 Scheidsrechter: Ádám Farkas |
| 3 september 2020 «onderlinge duels» 19.45 (UTC+1) |                                             |         |                          | Stadion: Tórsvøllur, Tórshavn Toeschouwers: 0 Scheidsrechter: Ádám Farkas |
|                                                   |                                             |         |                          |                                                                           |

|                                                   |         |         |              |                                                                                           |
| 6 september 2020 «onderlinge duels» 15.00 (UTC+2) | Andorra | 0 – 1   | Faeröer      | Stadion: Estadi Nacional, Andorra la Vella Toeschouwers: 0 Scheidsrechter: Harald Lechner |
| 6 september 2020 «onderlinge duels» 15.00 (UTC+2) |         | Verslag | 31' K. Olsen | Stadion: Estadi Nacional, Andorra la Vella Toeschouwers: 0 Scheidsrechter: Harald Lechner |
| 6 september 2020 «onderlinge duels» 15.00 (UTC+2) |         |         |              | Stadion: Estadi Nacional, Andorra la Vella Toeschouwers: 0 Scheidsrechter: Harald Lechner |
| 6 september 2020 «onderlinge duels» 15.00 (UTC+2) |         |         |              | Stadion: Estadi Nacional, Andorra la Vella Toeschouwers: 0 Scheidsrechter: Harald Lechner |
|                                                   |         |         |              |                                                                                           |

|                                                   |           |         |                        |                                                                                       |
| 6 september 2020 «onderlinge duels» 20.45 (UTC+2) | Malta     | 1 – 1   | Letland                | Stadion: Ta' Qalistadion, Ta' Qali Toeschouwers: 0 Scheidsrechter: Stéphanie Frappart |
| 6 september 2020 «onderlinge duels» 20.45 (UTC+2) | Nwoko 15' | Verslag | 25' (e.d.) Guillaumier | Stadion: Ta' Qalistadion, Ta' Qali Toeschouwers: 0 Scheidsrechter: Stéphanie Frappart |
| 6 september 2020 «onderlinge duels» 20.45 (UTC+2) |           |         |                        | Stadion: Ta' Qalistadion, Ta' Qali Toeschouwers: 0 Scheidsrechter: Stéphanie Frappart |
| 6 september 2020 «onderlinge duels» 20.45 (UTC+2) |           |         |                        | Stadion: Ta' Qalistadion, Ta' Qali Toeschouwers: 0 Scheidsrechter: Stéphanie Frappart |
|                                                   |           |         |                        |                                                                                       |

|                                                  |          |         |                  |                                                                                 |
| 10 oktober 2020 «onderlinge duels» 17.00 (UTC+1) | Faeröer  | 1 – 1   | Letland          | Stadion: Tórsvøllur, Tórshavn Toeschouwers: 447 Scheidsrechter: Ivajlo Stojanov |
| 10 oktober 2020 «onderlinge duels» 17.00 (UTC+1) | Færø 28' | Verslag | 25' J. Ikaunieks | Stadion: Tórsvøllur, Tórshavn Toeschouwers: 447 Scheidsrechter: Ivajlo Stojanov |
| 10 oktober 2020 «onderlinge duels» 17.00 (UTC+1) |          |         |                  | Stadion: Tórsvøllur, Tórshavn Toeschouwers: 447 Scheidsrechter: Ivajlo Stojanov |
| 10 oktober 2020 «onderlinge duels» 17.00 (UTC+1) |          |         |                  | Stadion: Tórsvøllur, Tórshavn Toeschouwers: 447 Scheidsrechter: Ivajlo Stojanov |
|                                                  |          |         |                  |                                                                                 |

|                                                  |         |       |       |                                                                                          |
| 10 oktober 2020 «onderlinge duels» 20.45 (UTC+2) | Andorra | 0 – 0 | Malta | Stadion: Estadi Nacional, Andorra la Vella Toeschouwers: 0 Scheidsrechter: Alain Durieux |
| 10 oktober 2020 «onderlinge duels» 20.45 (UTC+2) | Verslag |       |       | Stadion: Estadi Nacional, Andorra la Vella Toeschouwers: 0 Scheidsrechter: Alain Durieux |
| 10 oktober 2020 «onderlinge duels» 20.45 (UTC+2) |         |       |       | Stadion: Estadi Nacional, Andorra la Vella Toeschouwers: 0 Scheidsrechter: Alain Durieux |
| 10 oktober 2020 «onderlinge duels» 20.45 (UTC+2) |         |       |       | Stadion: Estadi Nacional, Andorra la Vella Toeschouwers: 0 Scheidsrechter: Alain Durieux |
|                                                  |         |       |       |                                                                                          |

|                                                  |         |         |            |                                                                                     |
| 13 oktober 2020 «onderlinge duels» 19.00 (UTC+3) | Letland | 0 – 1   | Malta      | Stadion: Daugavastadion, Riga Toeschouwers: 953 Scheidsrechter: Iwan Arwel Griffith |
| 13 oktober 2020 «onderlinge duels» 19.00 (UTC+3) |         | Verslag | 90+7' Borg | Stadion: Daugavastadion, Riga Toeschouwers: 953 Scheidsrechter: Iwan Arwel Griffith |
| 13 oktober 2020 «onderlinge duels» 19.00 (UTC+3) |         |         |            | Stadion: Daugavastadion, Riga Toeschouwers: 953 Scheidsrechter: Iwan Arwel Griffith |
| 13 oktober 2020 «onderlinge duels» 19.00 (UTC+3) |         |         |            | Stadion: Daugavastadion, Riga Toeschouwers: 953 Scheidsrechter: Iwan Arwel Griffith |
|                                                  |         |         |            |                                                                                     |

|                                                  |                   |         |         |                                                                               |
| 13 oktober 2020 «onderlinge duels» 19.45 (UTC+1) | Faeröer           | 2 – 0   | Andorra | Stadion: Tórsvøllur, Tórshavn Toeschouwers: 412 Scheidsrechter: Antti Munukka |
| 13 oktober 2020 «onderlinge duels» 19.45 (UTC+1) | K. Olsen 19', 33' | Verslag |         | Stadion: Tórsvøllur, Tórshavn Toeschouwers: 412 Scheidsrechter: Antti Munukka |
| 13 oktober 2020 «onderlinge duels» 19.45 (UTC+1) |                   |         |         | Stadion: Tórsvøllur, Tórshavn Toeschouwers: 412 Scheidsrechter: Antti Munukka |
| 13 oktober 2020 «onderlinge duels» 19.45 (UTC+1) |                   |         |         | Stadion: Tórsvøllur, Tórshavn Toeschouwers: 412 Scheidsrechter: Antti Munukka |
|                                                  |                   |         |         |                                                                               |

|                                                   |                                                  |         |          |                                                                                   |
| 14 november 2020 «onderlinge duels» 15.00 (UTC+1) | Malta                                            | 3 – 1   | Andorra  | Stadion: Ta' Qalistadion, Ta' Qali Toeschouwers: 0 Scheidsrechter: Peter Kralović |
| 14 november 2020 «onderlinge duels» 15.00 (UTC+1) | E. García 56' (e.d.) Degabriele 59' Dimech 90+3' | Verslag | 3' Rebés | Stadion: Ta' Qalistadion, Ta' Qali Toeschouwers: 0 Scheidsrechter: Peter Kralović |
| 14 november 2020 «onderlinge duels» 15.00 (UTC+1) |                                                  |         |          | Stadion: Ta' Qalistadion, Ta' Qali Toeschouwers: 0 Scheidsrechter: Peter Kralović |
| 14 november 2020 «onderlinge duels» 15.00 (UTC+1) |                                                  |         |          | Stadion: Ta' Qalistadion, Ta' Qali Toeschouwers: 0 Scheidsrechter: Peter Kralović |
|                                                   |                                                  |         |          |                                                                                   |

|                                                   |            |         |                  |                                                                                |
| 14 november 2020 «onderlinge duels» 19.00 (UTC+2) | Letland    | 1 – 1   | Faeröer          | Stadion: Daugavastadion, Riga Toeschouwers: 0 Scheidsrechter: Nikola Dabanović |
| 14 november 2020 «onderlinge duels» 19.00 (UTC+2) | Kamešs 59' | Verslag | 60' G. Vatnhamar | Stadion: Daugavastadion, Riga Toeschouwers: 0 Scheidsrechter: Nikola Dabanović |
| 14 november 2020 «onderlinge duels» 19.00 (UTC+2) |            |         |                  | Stadion: Daugavastadion, Riga Toeschouwers: 0 Scheidsrechter: Nikola Dabanović |
| 14 november 2020 «onderlinge duels» 19.00 (UTC+2) |            |         |                  | Stadion: Daugavastadion, Riga Toeschouwers: 0 Scheidsrechter: Nikola Dabanović |
|                                                   |            |         |                  |                                                                                |

|                                                   |                   |         |                                                                                |                                                                                                |
| 17 november 2020 «onderlinge duels» 20.45 (UTC+1) | Andorra           | 0 – 5   | Letland                                                                        | Stadion: Estadi Nacional, Andorra la Vella Toeschouwers: 0 Scheidsrechter: Dimitar Mečkarovski |
| 17 november 2020 «onderlinge duels» 20.45 (UTC+1) | E. García 9', 90' | Verslag | 6' Černomordijs 57', 60' J. Ikaunieks 70' (pen.) Gutkovskis 90' (pen.) Krollis | Stadion: Estadi Nacional, Andorra la Vella Toeschouwers: 0 Scheidsrechter: Dimitar Mečkarovski |
| 17 november 2020 «onderlinge duels» 20.45 (UTC+1) |                   |         |                                                                                | Stadion: Estadi Nacional, Andorra la Vella Toeschouwers: 0 Scheidsrechter: Dimitar Mečkarovski |
| 17 november 2020 «onderlinge duels» 20.45 (UTC+1) |                   |         |                                                                                | Stadion: Estadi Nacional, Andorra la Vella Toeschouwers: 0 Scheidsrechter: Dimitar Mečkarovski |
|                                                   |                   |         |                                                                                |                                                                                                |

|                                                   |                 |         |             |                                                                                  |
| 17 november 2020 «onderlinge duels» 20.45 (UTC+1) | Malta           | 1 – 1   | Faeröer     | Stadion: Ta' Qalistadion, Ta' Qali Toeschouwers: 0 Scheidsrechter: Kristo Tohver |
| 17 november 2020 «onderlinge duels» 20.45 (UTC+1) | Guillaumier 54' | Verslag | 70' Jónsson | Stadion: Ta' Qalistadion, Ta' Qali Toeschouwers: 0 Scheidsrechter: Kristo Tohver |
| 17 november 2020 «onderlinge duels» 20.45 (UTC+1) |                 |         |             | Stadion: Ta' Qalistadion, Ta' Qali Toeschouwers: 0 Scheidsrechter: Kristo Tohver |
| 17 november 2020 «onderlinge duels» 20.45 (UTC+1) |                 |         |             | Stadion: Ta' Qalistadion, Ta' Qali Toeschouwers: 0 Scheidsrechter: Kristo Tohver |
|                                                   |                 |         |             |                                                                                  |

### Groep 2
| Pos | Team          | Wed | W | G | V | Ptn | DV | DT | +/− | Promotie                |       | Vlag van Gibraltar | Vlag van Liechtenstein | Vlag van San Marino |
| --- | ------------- | --- | - | - | - | --- | -- | -- | --- | ----------------------- | ----- | ------------------ | ---------------------- | ------------------- |
| 1   | Gibraltar     | 4   | 2 | 2 | 0 | 8   | 3  | 1  | +2  | Promotie naar divisie C |       |                    | 1 – 1                  | 1 – 0               |
| 2   | Liechtenstein | 4   | 1 | 2 | 1 | 5   | 3  | 2  | +1  |                         |       | 0 – 1              |                        | 0 – 0               |
| 3   | San Marino    | 4   | 0 | 2 | 2 | 2   | 0  | 3  | −3  |                         | 0 – 0 | 0 – 2              |                        |                     |

Wedstrijden
|                                                   |             |         |            |                                                                                           |
| 5 september 2020 «onderlinge duels» 15.00 (UTC+2) | Gibraltar   | 1 – 0   | San Marino | Stadion: Victoriastadion, Gibraltar Toeschouwers: 0 Scheidsrechter: Aleksandrs Anufrijevs |
| 5 september 2020 «onderlinge duels» 15.00 (UTC+2) | Torilla 42' | Verslag |            | Stadion: Victoriastadion, Gibraltar Toeschouwers: 0 Scheidsrechter: Aleksandrs Anufrijevs |
| 5 september 2020 «onderlinge duels» 15.00 (UTC+2) |             |         |            | Stadion: Victoriastadion, Gibraltar Toeschouwers: 0 Scheidsrechter: Aleksandrs Anufrijevs |
| 5 september 2020 «onderlinge duels» 15.00 (UTC+2) |             |         |            | Stadion: Victoriastadion, Gibraltar Toeschouwers: 0 Scheidsrechter: Aleksandrs Anufrijevs |
|                                                   |             |         |            |                                                                                           |

|                                                   |            |         |                        |                                                                                           |
| 8 september 2020 «onderlinge duels» 20.45 (UTC+2) | San Marino | 0 – 2   | Liechtenstein          | Stadion: Stadio Romeo Neri, Rimini ( Italië) Toeschouwers: 50 Scheidsrechter: Enea Jorgji |
| 8 september 2020 «onderlinge duels» 20.45 (UTC+2) |            | Verslag | 3' Hasler 14' Y. Frick | Stadion: Stadio Romeo Neri, Rimini ( Italië) Toeschouwers: 50 Scheidsrechter: Enea Jorgji |
| 8 september 2020 «onderlinge duels» 20.45 (UTC+2) |            |         |                        | Stadion: Stadio Romeo Neri, Rimini ( Italië) Toeschouwers: 50 Scheidsrechter: Enea Jorgji |
| 8 september 2020 «onderlinge duels» 20.45 (UTC+2) |            |         |                        | Stadion: Stadio Romeo Neri, Rimini ( Italië) Toeschouwers: 50 Scheidsrechter: Enea Jorgji |
|                                                   |            |         |                        |                                                                                           |

|                                                  |               |         |             |                                                                                    |
| 10 oktober 2020 «onderlinge duels» 18.00 (UTC+2) | Liechtenstein | 0 – 1   | Gibraltar   | Stadion: Rheinparkstadion, Vaduz Toeschouwers: 178 Scheidsrechter: Kirill Levnikov |
| 10 oktober 2020 «onderlinge duels» 18.00 (UTC+2) |               | Verslag | 10' De Barr | Stadion: Rheinparkstadion, Vaduz Toeschouwers: 178 Scheidsrechter: Kirill Levnikov |
| 10 oktober 2020 «onderlinge duels» 18.00 (UTC+2) |               |         |             | Stadion: Rheinparkstadion, Vaduz Toeschouwers: 178 Scheidsrechter: Kirill Levnikov |
| 10 oktober 2020 «onderlinge duels» 18.00 (UTC+2) |               |         |             | Stadion: Rheinparkstadion, Vaduz Toeschouwers: 178 Scheidsrechter: Kirill Levnikov |
|                                                  |               |         |             |                                                                                    |

|                                                  |               |       |            |                                                                                               |
| 13 oktober 2020 «onderlinge duels» 20.45 (UTC+2) | Liechtenstein | 0 – 0 | San Marino | Stadion: Rheinparkstadion, Vaduz Toeschouwers: 178 Scheidsrechter: Jørgen Daugbjerg Burchardt |
| 13 oktober 2020 «onderlinge duels» 20.45 (UTC+2) | Verslag       |       |            | Stadion: Rheinparkstadion, Vaduz Toeschouwers: 178 Scheidsrechter: Jørgen Daugbjerg Burchardt |
| 13 oktober 2020 «onderlinge duels» 20.45 (UTC+2) |               |       |            | Stadion: Rheinparkstadion, Vaduz Toeschouwers: 178 Scheidsrechter: Jørgen Daugbjerg Burchardt |
| 13 oktober 2020 «onderlinge duels» 20.45 (UTC+2) |               |       |            | Stadion: Rheinparkstadion, Vaduz Toeschouwers: 178 Scheidsrechter: Jørgen Daugbjerg Burchardt |
|                                                  |               |       |            |                                                                                               |

|                                                   |                  |         |           |                                                                                       |
| 14 november 2020 «onderlinge duels» 15.00 (UTC+1) | San Marino       | 0 – 0   | Gibraltar | Stadion: Stadio Olimpico, Serravalle Toeschouwers: 0 Scheidsrechter: Kateryna Monzoel |
| 14 november 2020 «onderlinge duels» 15.00 (UTC+1) | D. Simoncini 49' | Verslag |           | Stadion: Stadio Olimpico, Serravalle Toeschouwers: 0 Scheidsrechter: Kateryna Monzoel |
| 14 november 2020 «onderlinge duels» 15.00 (UTC+1) |                  |         |           | Stadion: Stadio Olimpico, Serravalle Toeschouwers: 0 Scheidsrechter: Kateryna Monzoel |
| 14 november 2020 «onderlinge duels» 15.00 (UTC+1) |                  |         |           | Stadion: Stadio Olimpico, Serravalle Toeschouwers: 0 Scheidsrechter: Kateryna Monzoel |
|                                                   |                  |         |           |                                                                                       |

|                                                   |                     |         |               |                                                                                           |
| 17 november 2020 «onderlinge duels» 20.45 (UTC+1) | Gibraltar           | 1 – 1   | Liechtenstein | Stadion: Victoriastadion, Gibraltar Toeschouwers: 0 Scheidsrechter: Trustin Farrugia Cann |
| 17 november 2020 «onderlinge duels» 20.45 (UTC+1) | Frommelt 17' (e.d.) | Verslag | 44' N. Frick  | Stadion: Victoriastadion, Gibraltar Toeschouwers: 0 Scheidsrechter: Trustin Farrugia Cann |
| 17 november 2020 «onderlinge duels» 20.45 (UTC+1) |                     |         |               | Stadion: Victoriastadion, Gibraltar Toeschouwers: 0 Scheidsrechter: Trustin Farrugia Cann |
| 17 november 2020 «onderlinge duels» 20.45 (UTC+1) |                     |         |               | Stadion: Victoriastadion, Gibraltar Toeschouwers: 0 Scheidsrechter: Trustin Farrugia Cann |
|                                                   |                     |         |               |                                                                                           |

## Eindstand
De eindstand werd bepaald op basis van de regels die de UEFA opstelde. Deze tabel begon bij nummer 49, omdat nummers 1 tot en met 48 genummerd zijn bij divisie A, B en C.
| Pos | Grp | Team          | Wed | W | G | V | Ptn | DV | DT | +/− |
| --- | --- | ------------- | --- | - | - | - | --- | -- | -- | --- |
| 49  | 2   | Gibraltar     | 4   | 2 | 2 | 0 | 8   | 3  | 1  | +2  |
| 50  | 1   | Faeröer       | 4   | 1 | 3 | 0 | 6   | 6  | 5  | +1  |
|     |     |               |     |   |   |   |     |    |    |     |
| 51  | 2   | Liechtenstein | 4   | 1 | 2 | 1 | 5   | 3  | 2  | +1  |
| 52  | 1   | Malta         | 4   | 1 | 2 | 1 | 5   | 5  | 5  | 0   |
|     |     |               |     |   |   |   |     |    |    |     |
| 53  | 1   | Letland       | 4   | 0 | 3 | 1 | 3   | 3  | 4  | −1  |
| 54  | 2   | San Marino    | 4   | 0 | 2 | 2 | 2   | 0  | 3  | −3  |
|     |     |               |     |   |   |   |     |    |    |     |
| 55  | 1   | Andorra       | 6   | 0 | 2 | 4 | 2   | 1  | 11 | −10 |

1. 1 2 3  Min de resultaten tegen nummer 4 ( Andorra)

## Doelpuntenmakers
4 doelpunten
- Klæmint Olsen

3 doelpunten
- Jānis Ikaunieks

2 doelpunten
- Jurgen Degabriele

1 doelpunt
- Marc Rebés
- Odmar Færø
- Brandur Hendriksson
- Ári Jónsson
- Andreas Olsen
- Gunnar Vatnhamar
- Tjay De Barr

- Graeme Torrilla
- Antonijs Černomordijs
- Vladislavs Gutkovskis
- Vladimirs Kamešs
- Raimonds Krollis
- Noah Frick
- Yanik Frick

- Nicolas Hasler
- Andrei Agius
- Steve Borg
- Shaun Dimech
- Matthew Guillaumier
- Kyrian Nwoko

Eigen doelpunt
- Emili García (tegen Malta)

- Noah Frommelt (tegen Gibraltar)

- Matthew Guillaumier (tegen Letland)